# Lutherdenkmal (Worpswede)

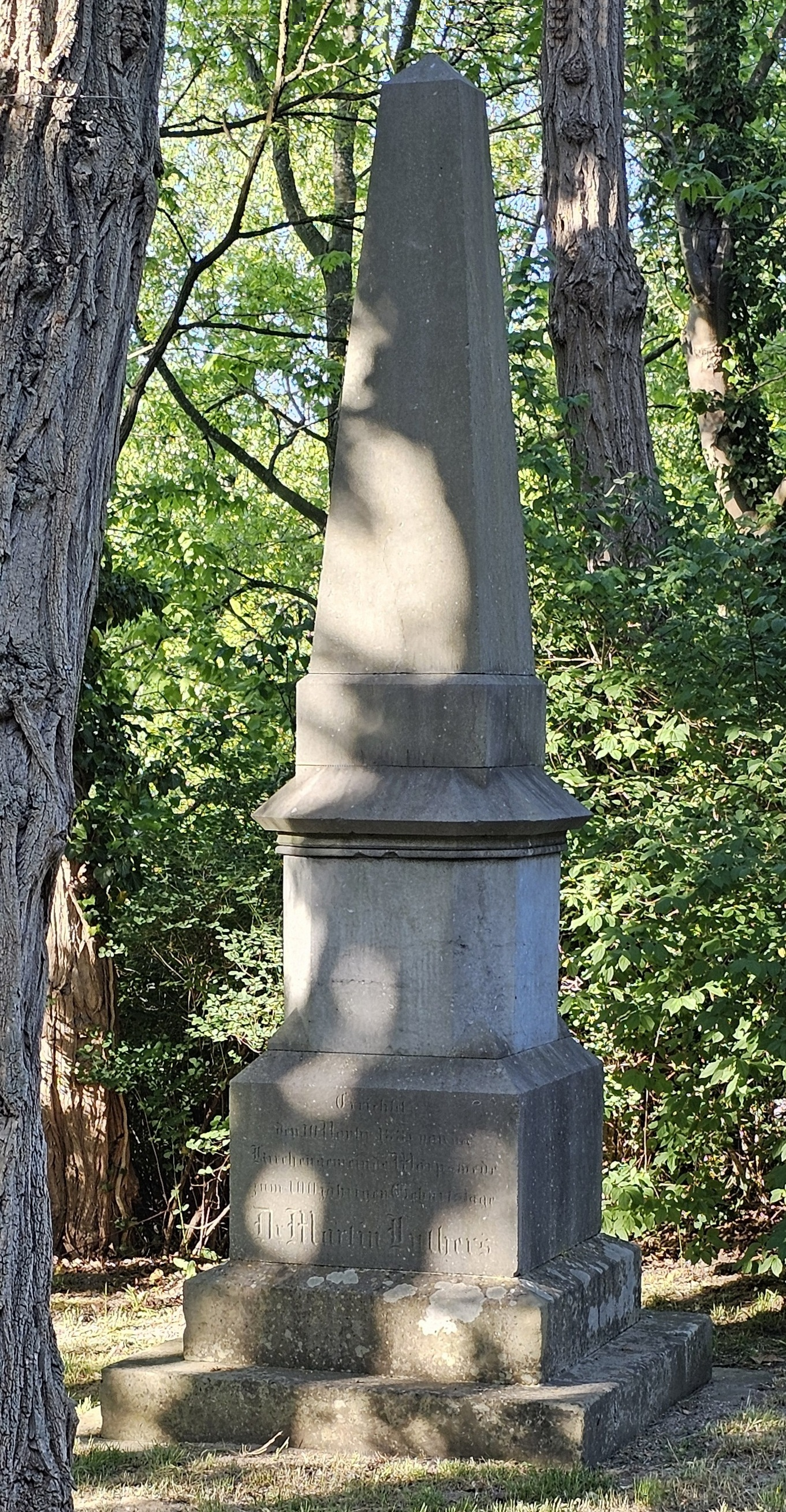
Lutherdenkmal nahe der Zionskirche in Worpswede

Das Lutherdenkmal am Rande der Straße An der Kirche ist ein Denkmal in Worpswede in Niedersachsen.
1883 wurde von der Gemeinde Worpswede das Denkmal für Martin Luther zwischen dem heutigen Parkplatz und dem Gemeindehaus (Alte Schule) errichtet. Das Denkmal ist ein Obelisk, der auf einem mehrstufigen Postament steht. Die Rechnungen für das Denkmal konnten erst 1890 bezahlt werden, weil die Worpsweder weniger Spenden gaben als erwartet.
Der Sockel trägt in Frakturschrift eine Widmung der Kirchengemeinde Worpswede an den Reformator mit Datum und Anlass (Geburtszentenarium) sowie die erste Zeile des Lutherliedes Ein feste Burg ist unser Gott. 
Der Obelisk steht wie die Kirche, der Kirchhof, Pfarrhaus und Alte Schule unter Denkmalschutz. Wegen seiner ortsgeschichtlichen Bedeutung ist das Denkmal zu erhalten.